# Crocidura hirta
Crocidura hirta is een zoogdier uit de familie van de spitsmuizen (Soricidae). De wetenschappelijke naam van de soort werd voor het eerst geldig gepubliceerd door Peters in 1852.

## Voorkomen
De soort komt voor in Angola, Congo-Kinshasa, Oeganda, Kenia, Somalië, Tanzania, Malawi, Zimbabwe, Zambia, Mozambique, Botswana, Namibië en Zuid-Afrika.